# Calle de Pedro Niño
La calle de Pedro Niño es una vía pública de la ciudad española de Valladolid.

## Descripción
La vía discurre desde la calle de San Lorenzo hasta el paseo de Isabel la Católica. Antes de ostentar título de calle, se conocía como «atrio de San Lorenzo», por subsistir el de la fachada meridional de la iglesia de San Lorenzo. Más tarde se le dio el nombre actual en honor a Pedro Niño, quien habría acometido la reconstrucción de aquel templo. Aparece descrita en Las calles de Valladolid de Juan Agapito y Revilla con las siguientes palabras:

Sin el título oficial de calle, se distinguía el paraje con el nombre de «atrio de San Lorenzo», por, en efecto, tener y subsistir el atrio (único de los que se conservan) delante de la fachada Sur de la parroquia. Tal atrio se hizo o reconstruyó, al menos, en los primeros años del siglo XVII, durante los cuales se hizo iglesia nueva y se construyó la portadita por Bartolomé de la Calzada de 1613 a 1617, por traza de Diego de Praves, quien debió darla para toda la iglesia, que empezó a reconstruirse, según escritura de 7 de Junio de 1602, por el maestro Juan Díaz del Hoyo, y luego por Juan de Villalazán, debido todo ello a la gran devoción que la reina Doña Margarita de Austria tuvo a la Virgen de San Lorenzo, en su estancia en nuestra ciudad durante aquellos años de la Corte de Felipe III en ella, conservándose, sin embargo, la torre de la anterior edificación, con sus detallitos góticos que la dan cierto pintoresco aspecto. Esa torre gótica procede de la construcción de finales del siglo XV que substituyó a la humilde ermita a que se trasladó la imagen de la Virgen, que estuvo en la puerta de los Aguadores de la primera muralla de la villa y que luego fué declarada patrona de Valladolid. Documentos de la época dicen que el conde Don Pedro Niño, en cuya familia se vinculó el cargo de merino mayor de la villa, instado por los Reyes Católicos, porque la iglesita primitiva «hera y estava muy bieja y pequeña y labrada de Madera Rasa de forma que se quería Undir», derribó por completo la antigua y construyó otra nueva «con su torrecilla», a cambio que él y sus sucesores fuesen enterrados bajo las gradas del altar mayor, en sepulcro que sólo tuviera un bulto, desapareciendo muchos años después la sepultura por lo mucho que estorbaba en la iglesia. Los motivos de tal reconstrucción quedan dicho, y en la información hecha en 1509 para confirmar los derechos del fundador o, mejor expresado, patrono, se volvía a insistir en que el «cuerpo de la dha iglesia hera la mas pequeña y pobre que havia en esta ciudad y estaba para caerse»; sin embargo, muchísimos años más tarde salió lo del milagro de la hija resucitada de Don Pedro Niño, que todo vallisoletano ha oído tantísimas veces, aunque en los documentos nada se refiera a ello, y era ocasión para no dejarlo olvidado. Por tales motivos y recuerdo del buen conde en la construcción de la iglesia gótica se puso, ya en el presente siglo, el rótulo de calle de Pedro Niño a la que de él carecía y titulábamos «atrio de San Lorenzo».
(Agapito y Revilla, 1937, pp. 331-332)